# Jaber Almansoori
Jaber Almansoori, né le 9 novembre 1991, est un coureur cycliste émirati.

## Biographie
Jaber Almansoori représente son pays lors de compétitions internationales. Sous les couleurs de la délégation émiratie, il a notamment participé à plusieurs éditions des championnats d'Asie. Il a également obtenu diverses places d'honneur aux championnat des Émirats arabes unis sur route. 
En 2022, il remporte l'or dans la course à l'élimination aux championnats arabes. La même année, il termine sixième du Grand Prix Sakia El Hamra et septième du Grand Prix Al Massira, sur le territoire marocain. Il participe aussi aux Jeux de la solidarité islamique, organisés à Konya. 
Lors de la saison 2023, il se classe troisième du contre-la-montre par équipes et septième de la course en ligne aux Jeux panarabes. Il finit aussi vingt-huitième de l'épreuve en ligne des Jeux asiatiques.  

## Palmarès sur route

### Par année
- 2013
  - 3e du championnat des Émirats arabes unis sur route
- 2018
  - 3e du championnat des Émirats arabes unis sur route
- 2019
  - 2e du championnat des Émirats arabes unis du contre-la-montre
- 2021
  - Tour de Salalah[1],[2]
- 2022
  - 2e du Tour de Salalah
- 2023
  - 3e du championnat des Émirats arabes unis du contre-la-montre
  -  Médaillé de bronze du contre-la-montre par équipes aux Jeux panarabes

### Classements mondiaux
| Année                                 | 2019  | 2020 | 2021  | 2022  | 2023  |
| ------------------------------------- | ----- | ---- | ----- | ----- | ----- |
| Classement mondial                    | 1397e | nc   | 2123e | 1569e | 1187e |
| UCI Asia Tour                         | 96e   | nc   | 151e  | 129e  | 83e   |
|                                       |       |      |       |       |       |
| Légende : nc = non classéSource : UCI |       |      |       |       |       |

## Palmarès sur piste
- 2022
  -  Champion arabe de course à l'élimination
- 2024
  - 2e du championnat des Émirats arabes unis du scratch[3]
- 2025
  - 2e du championnat des Émirats arabes unis de l'élimination[4]
  - 3e du championnat des Émirats arabes unis de poursuite[4]